# Liberty Mutual
Liberty Mutual Insurance Group — одна из крупнейших в США компаний по страхованию имущества. В списке крупнейших компаний мира Fortune Global 500 за 2021 год компания заняла 266-е место.
Компания была основана в 1912 году под названием The Massachusetts Employees Insurance Association (Ассоциация страхования рабочих Массачусетса) для страхования рабочих штата от несчастных случаев. С 1915 года компания начала заниматься автострахование и другими видами страхования. В 1917 году название было изменено на Liberty Mutual Insurance Company (Взаимная страховая компания Либерти). Первое зарубежное отделение было открыто в 1925 году в Канаде. В 1964 году была основана дочерняя компания по страхованию жизни. В 1973 году в Лондоне был создан центр международных операций компании. В 1999 году была куплена страховая компания Wausau Insurance Cos. Для дальнейшего роста потребовалось изменение организационной структуры во взаимную холдинговую компанию. Крупные поглощения XXI века включают Safeco в 2008 году за 6,2 млрд долларов, Ironshore Inc. у китайского конгломерата Fosun International в 2017 году за 2,93 млрд долларов, State Auto Group в июле 2021 года за 2 млрд долларов.

Выручка за 2020 год составила 43,8 млрд долларов, из них 40,6 млрд пришлось на страховые премии. Страховые выплаты составили 55,7 млрд. Помимо США имеет операции ещё в ряде стран: Аргентина, Бразилия, Великобритания, Венесуэла, Вьетнам, Индия, Ирландия, Испания, КНР, Колумбия, Малайзия, Польша, Сингапур, Таиланд, Турция, Чили, Эквадор. До 2020 года работала также в России (см. Совкомбанк страхование).